# Ikosanoil-KoA sintaza
Ikosanoil-KoA sintaza (EC 2.3.1.119, acil-KoA elongaza, 18-KoA elongaza, stearoil-KoA elongaza) je enzim sa sistematskim imenom stearoil-KoA:malonil-KoA C-aciltransferaza (dekarboksilacija, oksoacil- i enoil-redukcija). Ovaj enzim katalizuje sledeću hemijsku reakciju
stearoil-KoA + malonil-KoA + 2 + {\displaystyle \rightleftharpoons } ikosanoil-KoA + 2 + KoA + 2 2O
Ikosanoil-KoA može da deluje umesto stearoil-KoA. Ovaj membranski enzim produžava dugolančane masne-acil-KoA.

## Literatura
- Nicholas C. Price; Lewis Stevens (1999). Fundamentals of Enzymology: The Cell and Molecular Biology of Catalytic Proteins (Third изд.). USA: Oxford University Press. ISBN 019850229X.
- Eric J. Toone (2006). Advances in Enzymology and Related Areas of Molecular Biology, Protein Evolution (Volume 75 изд.). Wiley-Interscience. ISBN 0471205036.
- Branden C; Tooze J. Introduction to Protein Structure. New York, NY: Garland Publishing. ISBN 0-8153-2305-0.
- Irwin H. Segel. Enzyme Kinetics: Behavior and Analysis of Rapid Equilibrium and Steady-State Enzyme Systems (Book 44 изд.). Wiley Classics Library. ISBN 0471303097.

## Spoljašnje veze
- Icosanoyl-CoA+synthase на 